# دهم و گرگ
دهم و گرگ (به انگلیسی: 10th & Wolf) فیلمی محصول سال ۲۰۰۶ و به کارگردانی رابرت مورسکو است. در این فیلم بازیگرانی همچون جیمز مارسدن، جووانی ریبیسی، برد رنفرو، پایپر پرابو، دش میهوک، لزلی ان وارن، دنیس هاپر، برایان دنهی، فرانچسکو سالوی، وال کیلمر، لئو روسی، تامی لی و جان کاپودیس ایفای نقش کرده‌اند.